# K+M+B

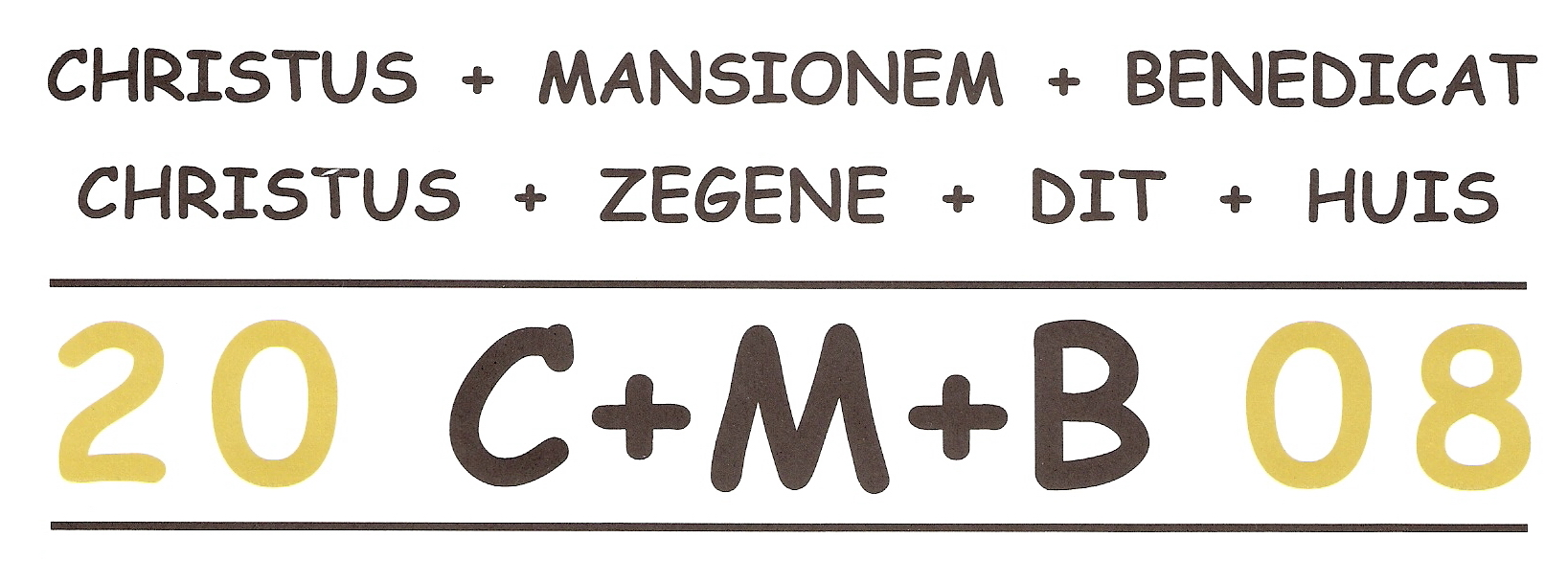
Tištěný nápis CMB

Písmena K+M+B, respektive K☩M☩B, případně C☩M☩B symbolizují zejména v katolické tradici požehnání domu, v nedávné minulosti praktikovaný i v protestantských komunitách.

## Obřad

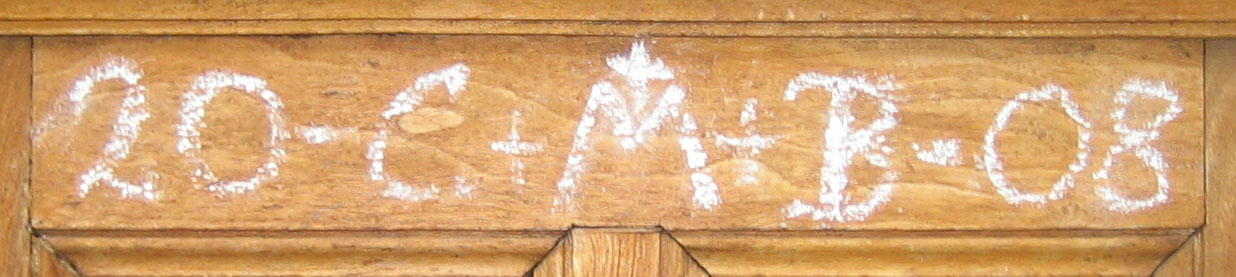
Žádost o požehnání dveří kláštera Marienberg v Jižním Tyrolsku

Benedikcionál obsahuje obřad se čtením písem a modlitbou požehnání. Součástí požehnání domu je vždy znamení kříže a pokropení svěcenou vodou, případně kadidlo.
Význam písmen se lidově vykládá jako první písmena jmen tří králů Kašpara/Caspar/, Melichara/Melchior/ a Baltazara/Balthasar. Pravý význam je požehnání: Kyrios/Christus mansionem benedicat („Pán/Kristus ať požehná tomuto obydlí“) .
Původně šlo zvyk o požehnání nového domu, který je poprvé doložen v sakramentáři Gelasianum Vetus, zde spojený s domácím slavením eucharistie. 
Kromě požehnání je v některých zemích rozšířený zvyk pořádání Tříkrálové sbírky, která se koná 6. ledna na svátek Zjevení Páně (Epifanie) nebo v sobotu okolo tohoto dne.